# Corticarina alemannica
Corticarina alemannica är en skalbaggsart som beskrevs av Schiller 1984. Corticarina alemannica ingår i släktet Corticarina, och familjen mögelbaggar. Arten är reproducerande i Sverige.